# L'Exercice du pouvoir
Ne doit pas être confondu avec L'Exercice de l'État ou L'Ivresse du pouvoir.
Pour plus de détails, voir Fiche technique et Distribution.
L'Exercice du pouvoir est un film français réalisé par Philippe Galland, réalisé en 1976 et sorti en 1978.

## Synopsis
Par arrivisme, Rachel accepte d'épouser Alexandre, député promis à un bel avenir. Peu après, celui-ci est nommé ministre au sein du gouvernement de Georges Argand. Celui-ci ne tarde pas à devenir l'amant de Rachel. Alexandre, blessé, est bien décidé à ne pas se laisser faire.

## Fiche technique
- Titre : L'Exercice du pouvoir
- Réalisation : Philippe Galland
- Scénario : Pascal Bonitzer et Philippe Galland, d'après le roman L'Île aux pingouins d'Anatole France
- Photographie : Bruno Nuytten
- Son : Michel Laurent
- Musique : Jean Morlier
- Décors : Noëlle Galland
- Costumes : Clara Lero-Samyn
- Montage : Martine Barraqué
- Pays d'origine :  France
- Durée : 95 minutes
- Date de sortie : 8 mars 1978

## Distribution
- Michel Aumont : Alexandre Bast
- Raymond Gérôme : Georges Argand
- Michèle Moretti : Rachel Sartène-Bast
- Henri Virlojeux : Victor Brisquet
- Ginette Garcin : Mme Sartène
- Jacques Morel : Albert Larchat
- Claire Nadeau : Francine Sophie
- Françoise Vatel : Mimi
- Claude Lévèque : Ernest Houvard
- Louis Navarre : Général Morteron
- Pierre Plessis : Le président de la république
- Paulette Frantz : Mme la présidente
- Francis Lax : Le journaliste
- Georges Kiejman : R.P. Roumagne
- François Dyrek
- Denise Péron
- Christine Fabréga
- Marc Dudicourt
- Christian de Tillière
- Robert Paillardon
- Robert Viard
- Cécile Galland
- Lisa Livane
- Yvon Crenn
- Philippe Bruneau
- Daniel Russo
- Joël Barbouth
- Guy Bonnafoux
- Georges Dupuis
- Cécile Galland
- Roger Imbert
- Lisa Livane
- Odette Piquet
- Raymond Vermont
- Jean-Robert Viard